# Trionyx axenaria
Trionyx axenaria är en sköldpaddsart som beskrevs av  Zhonghe Zhou, Xuan-Jie Zhang och Zhi-Fang Fang 1991. Trionyx axenaria ingår i släktet Trionyx och familjen lädersköldpaddor. Inga underarter finns listade i Catalogue of Life. Trionyx axenaria lever i Hunan-provinsen i Kina.
The Reptile Database listar arten I släktet Pelodiscus.
Skölden är I genomsnitt 130 mm lång och 115 mm bred. Den har en oval form och en olivbrun grundfärg. På ovansidan förekommer gråa och svarta fläckar och strimmor. Arten har simhud mellan fötternas tår och klor finns endast vid de första tre tårna. Trionyx axenaria lever i vattendrag och dammar.